# شانه‌موش ابریشمی
شانه‌موش ابریشمی (نام علمی: Ctenomys sericeus) نام یک گونه از سرده شانه‌موش است.